# 요시다 타츠야

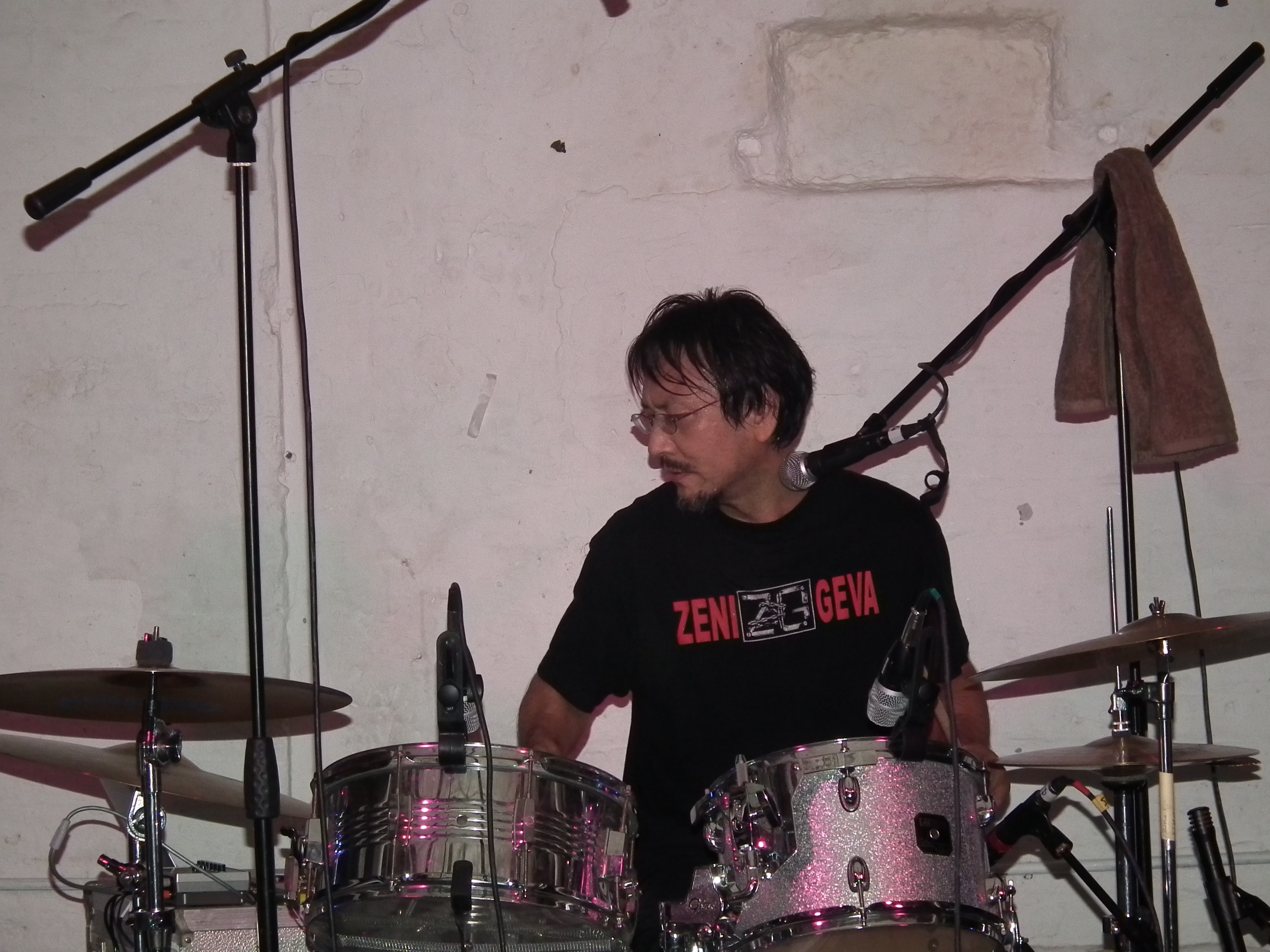

요시다 타츠야(일본어: 吉田 達也, よしだ たつや, 1961년 1월 9일 ~)는 일본의 드럼 연주자와 작곡가 로 인디 레이블 마가부츠(磨崖仏)를 운영하고 있다.

## 개요
이와테현 에사시 시 에서 태어나 도쿄의 코엔지에서 오래 살아왔다. 가업은 '계란면(卵めん)'으로 유명한 요시다 제면.
고등학교시절 취주악부에서 드럼을 시작했다. 프로그레시브 록의 영향을 받아 80년대 초부터 여러 라이브 하우스에서 공연을 해왔다.
1985년에 '루인즈'를 결성하고 90년대 들어서 해외투어도 시작했다. 루인즈 외엔 코엔지햑케이(高円寺百景)와 코레쿄진(是巨人)의 활동이 유명하다. 상황에 따라 서로 다른 음악적 지향점을 가진 밴드나 유닛을 만들어 활동하곤 한다. 주로 활동하는 영역은 프로그레시브 록과 재즈록, 즉흥연주 쪽이다.
국내 뿐 아니라 해외 뮤지션과의 협연도 자주 하고 있며, 키쿠치 마사부미(菊地雅章)같은 재즈뮤지션 뿐 아니라 잠라 맘마즈 만나(Samla Mammas Manna) 등의 서구 뮤지션 등과의 연주가 대표적이다.
음악 외에 석불이나 석상 등의 사진찍는 것이 취미라서 이런 취미가 자기 프로젝트에 많이 반영되어 있다. 레이블명 마가부츠는 마애불, 루인즈는 폐허 등.

## 활동
Phaidia (with 河本英樹)
- 1985 Phaidia – In The Dark
- 루인즈 1기
- YBO2

루인즈 (밴드) ルインズ
코엔지햑케이 高円寺百景（こうえんじひゃっけい）
초즉흥 (with 우치하시 카즈히사)
코레쿄진 是巨人（これきょじん, with 나스노 미츠루 키도 나츠키)
세계유산 THE WORLD HERITAGE（ざ・わーるどへりてっじ）
제니 게바
YBO2
셋쿠츠지인 石窟寺院（せっくつじいん）(with 佐藤研二)
- 2006 Sekkutsu Jean
- 2008 Sekkutsu Jean + Kawabata Makoto
  - 2010 Sekkutsu Jean DVD

다이몬지 大文字（だいもんじ, with 나스노 미츠루 호피 카미야마)
산헤도린 (サンヘドリン with 나스노 미츠루 하이노 케이지)
아카텐 赤天（あかてん）
무지카 트랜스니크 ムジカ・トランソニック
세이카조쿠 聖家族（せいかぞく）
즈비즈바 ズビズバ
산키치 SUN-KICH（さんきち）
대륙남대산맥녀 大陸男対山脈女（たいりくおとこたいさんみゃくおんな）
대산맥X 大山脈X（だいさんみゃくえっくす）
더 마가부츠 the 磨崖仏（ざ・まがいぶつ）